# Aslaug (Vorname)
Aslaug ist ein weiblicher Vorname.

## Herkunft und Bedeutung
Der Name wird vor allem im Norwegischen verwendet und ist abgeleitet von der alten nordischen Silbe áss, die Gott bedeutet, und laug, das wahrscheinlich verlobte Frau heißt.

## Verbreitung
Der Name ist im deutschsprachigen Raum selten anzutreffen. In Deutschland wurde er in den letzten Jahren nur in den Jahren 2019 und 2022 gewählt. In der Schweiz tragen drei Personen den Namen (Stand 2023). In Norwegen wird der Name seit 1945 jedes Jahr vergeben, er gilt als mäßig beliebt. Von 1945 bis 1953 befand sich der Vorname zeitweise in den Top-100. Der Name wird auch in Dänemark und Schweden vergeben, jedoch in einem geringen Volumen.

## Bekannte Namensträgerinnen
- Aslaug, legendenhafte dänische Königin
- Aslaug Dahl (* 1949), norwegische Skilangläuferin
- Aslaug Vaa (1889–1965), norwegische Lyrikerin und Dramatikerin